# Tarreo (España)
Tarreo (en gallego y oficialmente, O Terreo) es una aldea española situada en la parroquia de Requián, del municipio de Betanzos, en la provincia de La Coruña, Galicia.

## Demografía
| Gráfica de evolución demográfica de Tarreo entre 2000 y 2018 |
|                                                              |
| Datos según el nomenclátor publicado por el INE.             |